# Subacromialer Raum

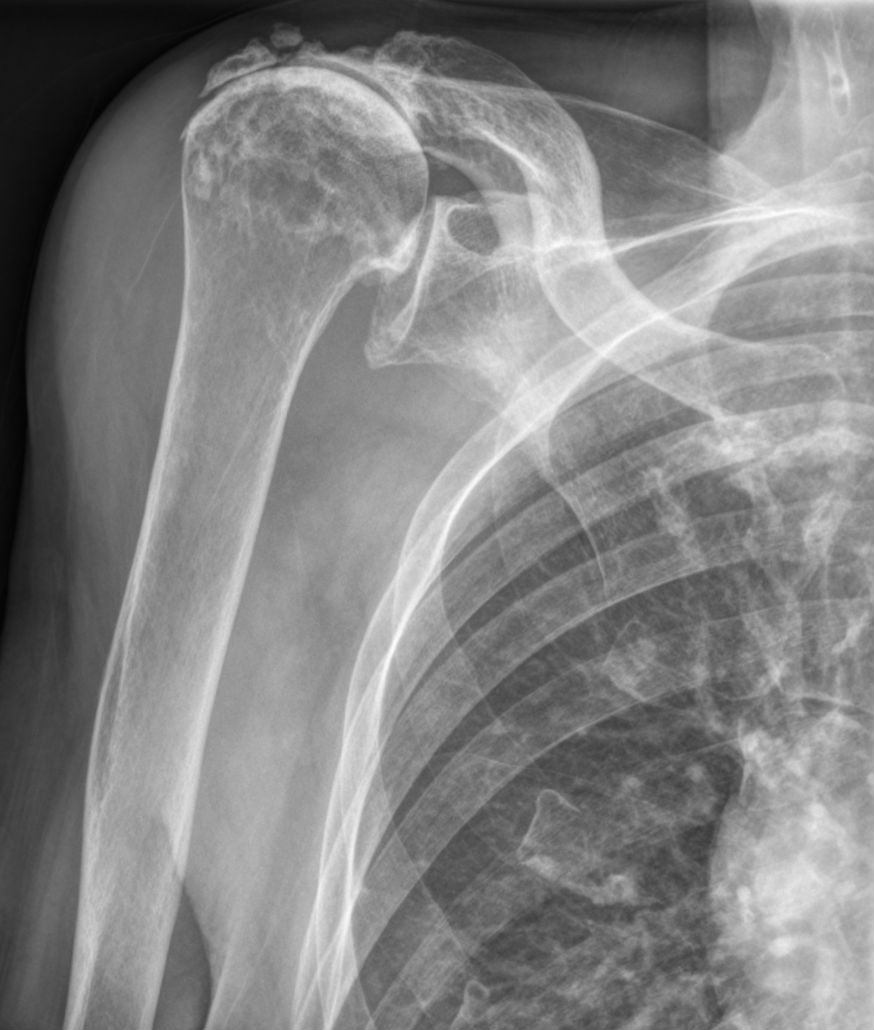
Aufgehobener subacromialer Raum bei einem Patienten mit alter Läsion der Rotatorenmanschette. Der Humeruskopf steht hoch und bildet mit dem Acromion ein Neogelenk.

Als subacromialer Raum wird der Bereich unterhalb des Acromions und des Schultereckgelenkes bezeichnet. Er wird von unten durch die Rotatorenmanschette des Schultergelenkes begrenzt. Im subacromialen Raum befindet sich die Bursa subacromialis.
Einengungen des subacromialen Raumes können zum Impingement-Syndrom führen. Bei einem Riss der Rotatorenmanschette kommt es durch ein Höhertreten des Humeruskopfes zur Verschmälerung oder Aufhebung und es kann sich ein Neogelenk zwischen dem Humerus und dem Acromion ausbilden.